# Etologie cognitivă
Etologia cognitivă este o ramură a etologiei, al cărei domeniu de studiu este influența conștienței de tip conștient și a intenției de a acționa, în cazul comportamentului unui animal.
Donald Griffin, un profesor de zoologie din Statele Unite ale Americii, a pus bazele cercetărilor privind conștientizarea cognitivă a animalelor în habitatele lor. Începând cu anul 1938, pe când era student la Harvard University, a început a studia temeinic metodologia deplasării chiropterelor (liliecii, singurele mamifere care zboară), identificând ecolocația animalieră în 1944.
După mai bine de trei decenii, în ampla sa lucrare The Question of Animal Awareness (Problema conștientizării animaliere), apărută în 1976, profesorul Donald Griffin a argumentat cu varii exemple că animalele conștientizează, în varii moduri, dar similar cum fac oamenii.
Griffin este, de asemenea, și cel care a lansat ideea mentofobiei, care este atitudinea celor mai mulți oameni de știință de a refuza acceptarea existenței conștienței la alte animale decât omul.
Fuzionarea științei cognitive cu etologia clasică în etologia cognitivă ...
| “ | ... sublinează observarea animalelor în condiții mai mult sau mai puțin naturale, cu obiectivul de a înțelege evoluția, adaptarea, funcția, cauzalitatea și dezvoltarea repertoriului comportamental specific speciei" (Niko Tinbergen,1963). | ” |

## Diferite abordări
Conform lui Jamieson și Bekoff (1993), întrebările lui Tinbergen („cele patru întrebări”) despre evoluția, adaptarea, cauza și dezvoltarea comportamentului uman pot fi aplicate abilităților cognitive și mentale ale animalelor.
Pe de altă parte, Allen și Bekoff (1997, capitolul 5, încercă să arate cum etologia cognitivă poate aborda întrebările centrale ale științei cognitive, luând ca punct de plecare cele patru întrebări descrise de Barbara Von Eckardt în cartea ei din 1993, Ce este știința cognitivă?,” generalizând apoi cele patru întrebări și adăugând o a cincea.
Kingstone, Smilek și Eastwood (2008) au sugerat că etologia cognitivă ar trebui să includă comportamentul uman. Aceștia au propus ca cercetătorii să studieze mai întâi modul în care oamenii se comportă în mediile lor naturale, reale, și apoi să treacă la laborator. Afirmațiile antropocentrice despre modul în care animalele non-umane interacționează în lumile lor sociale și non-sociale sunt adesea folosite pentru a influența deciziile privind modul în care animalele non-umane pot sau ar trebui să fie utilizate de oameni.

## Etica și etologia cognitivă
Bekoff, M. și Allen, C. (1997) ... „identifică trei grupuri majore de oameni (printre unii dintre membrii cărora există distincții neclare) cu opinii diferite asupra etologiei cognitive, și anume, ucigașii, scepticii și susținătorii.” Aceștia din urmă par să convergă cu gândirea privind drepturile animalelor, considerând experiența animală ca fiind valoroasă în sine.
Eticianul Peter Singer este un exemplu de „susținător” în acest sens, la fel ca și biologul E. O. Wilson, care a inventat termenul biofilie pentru a descrie baza unei cunoașteri morale directe, pe care animalele „superioare” ar folosi-o pentru a percepe direct implicațiile morale din mediu.

## Trei perspective
Conform lui Marc Bekoff, există trei interpretări diferite cu privire la posibilitatea existenței unei științe a etologiei cognitive. Susținătorii teoriei „slayers” neagă orice posibilitate de succes în etologia cognitivă, susținătorii teoriei rămân deschiși la cunoașterea cunoașterii animalelor și a utilității investigației etologice cognitive, iar scepticii se situează undeva la mijloc.

## References
1. ↑  en Collins, Harber (2012). Collins COBUILD Advanced Dictionary of English. Higher Education Press. ISBN 9787040327878. — Collins COBUILD Dicționar avansat al limbii engleze
2. ↑  en Ristau, C., Erlbaum L., et al. (1991) - Cognitive Ethology. "Biological Psychology",  32 (2-3): 220-222 — Etologie cognitivă în Psihologia biologică
3. ↑  en Ricard, Matthieu (2016). A Plea for the Animals: The Moral, Philosophical, and Evolutionary Imperative to Treat All Beings with Compassion (ed. First English). Boulder: Shambhala. p. 132. ISBN 978-0-8348-4054-6. OCLC 960042213. — O pledoarie pentru animale: Imperativul moral, filosofic și evolutiv de a trata toate ființele cu compasiune
4. ↑  en  Dale Jamieson and Marc Bekoff
Source: Analysis, Vol. 52, No. 1 (Jan., 1992), pp. 23-28
5. ↑  en Dittrich, W.H. (1998) Book review of Allen & Bekoff (1997) on Cognitive Ethology — Recenzie a cărții Allen & Bekoff (1997) despre etologia cognitivă
6. ↑  en  Kingstone, A., Smilek, D. & Eastwood, J. D., (2008) 'Cognitive Ethology: a new approach for studying human cognition' – British Journal of Psychology, 99, 317-340 — Etologia cognitivă: o nouă abordare pentru studiul cogniției umane
7. ↑  en  Bekoff, M. (1994) "Cognitive ethology and the treatment of non-human animals: How matters of mind inform matters of welfare." Animal Welfare, Vol 3(2),75-96 — Etologia cognitivă și tratatmentul animalelor non-umane: Cum problemele minții influențează problemele bunăstării
8. ↑  en Bekoff, Marc (1995). „Cognitive Ethology and the Explanation of Nonhuman Animal Behavior”. Comparative Approaches to Cognitive Science. J.A. Meyer and H. L. Roitblat, Eds.: 119–150. — Etologia cognitivă și explicația comportamentului animalelor nonumane în Abordări comparative în știința cognitivă - editori J.A. Meyer și H. L. Roitblat, 1995, paginile 119–150